# Vanozza Cattanei
Vanozza Cattanei, född 13 juli 1442 i Mantua, död 26 november 1518 i Rom, var älskarinna till kardinal Rodrigo Borgia, sedermera påve Alexander VI. Paret fick fyra barn, däribland Cesare Borgia (1475) och Lucrezia Borgia (1480). Parets relation avslutades dock innan Alexander valdes till påve 1492.
Vanozza Cattaneis bakgrund är inte bekräftad, men hon ska ha varit dotter till en fattig romersk adelsman. Ett dokument från år 1483 tycks fastställa att hennes föräldrar var Jacopo Pinctoris och dennes hustru Menica: fadern anges vara målare, vilket inte anses utesluta att han kunde vara en fattig adelsman. Det är inte känt när, eller hur, Cattanei blev älskarinna till den framtida Alexander VI, men det bedöms ha varit ungefär 1473–1474. Hon ska vid någon tidpunkt även ha haft ett förhållande med den blivande påven Julius II. Enligt vissa källor ska hon ha arbetat som kurtisan vid denna tid, men det är inte bekräftat. Cattanei var en av många älskarinnor till Alexander VI, men deras förhållande var längst och mest stabilt, och Alexander visade mer intresse för deras barn än för sina övriga. Parets barn var: Cesare, som föddes år 1475, Giovanni 1476, Lucrezia 1480 och Joffre 1481. Alexander erkände barnen offentligt, något som bröt mot kyrkans officiella regel att präster ska leva i celibat.
Vanozza Cattanei var gift fyra gånger: först med Domenico d'Arignano, och andra gången med Antonio da Brescia. År 1480 gifte hon sig med den apostoliska sekreteraren Giorgio della Croce (d. 1486), och slutligen med Carlo Canale. De två sista äktenskapen var arrangerade av Alexander för att fungera som alibin för hans relation med henne.
Förhållandet mellan Vanozza Cattanei och Alexander VI avslutades innan den senare valdes till påve 1492. Alexander ville inte träffa henne mer för att undvika skvaller, men hon tillförsäkrades en inkomst som gjorde det möjligt för henne att finansiera ett liv i lyx. Cattanei ägde flera palats och ska ha levt som en adelsdam, drev hotell och värdshus och en lönsam verksamhet som pantlånare. Hon började dock också ägna mer och mer tid åt att finansiera välgörenhet. Detta tolkades som ett sätt för henne att gottgöra sina synder, och den popularitet hon uppnådde genom detta gjorde att hon undvek att dras in i den oppositionella propagandan mot påven. Vid påvens död 1503 hade hon blivit så populär i Rom att de försiktighetsåtgärder som hennes son Cesar hade vidtagit för att skydda henne från eventuella hämndaktioner visade sig vara onödiga.
När Vanozza Cattanei avlidit vid 76 års ålder fick hon sin grav i kyrkan Santa Maria del Popolo. Graven förstördes emellertid vid Roms skövling 1527. Gravstenen har flyttats till San Marco-basilikans portik i Palazzo Venezia.